# Депривация сна
Деприва́ция сна — недостаток или полное отсутствие сна. Может возникнуть как результат расстройств сна или осознанного выбора. Лишение сна применяется также для лечения при депрессивных состояниях.

## Использование

### Научные исследования
В науке исследования и эксперименты по депривации сна проводятся на людях и животных, для изучения функций сна и биологических механизмов, связанных с его недостатком.
Эксперименты показывают, что здоровые люди пожилого возраста, по сравнению с молодыми людьми, легче сохраняют приемлемый уровень бодрости и внимания при необходимости бодрствовать после депривации предшествующего ночного сна:264.

### Лечение депрессий
Депривация сна применяется при лечении некоторых видов депрессий, особенно с элементами апатии. В психиатрическую практику этот метод был введён Вальтером Шульте в 1966 году. В его исследованиях было показано, что депривация сна улучшает состояние больных с психогенными и органическими депрессиями.

### Пытки
В качестве методов пыток использовались различные виды лишения человека базовых потребностей, в том числе и депривация сна.
Во время Вьетнамской войны американских лётчиков, взятых в плен вьетнамцами из Вьетконга в Северном Вьетнаме, привязывали или приковывали к стулу и заставляли сутками сидеть без изменения позы, при этом не давая спать. В американском лагере Гуантанамо в 2000-х к заключённым применялась пытка музыкой — лишение сна и покоя при помощи громкой продолжительной музыки.

### Осознанный выбор
Иногда депривация сна может быть использована осознанно, как форма развлечения, самопознания или легальной замены наркотикам. Методика лишения себя сна также используется для достижения изменённого состояния сознания — яркие галлюцинации, обострение органов чувств, ощущения нереальности и т. д. В христианстве практика символически используется в виде всенощного бдения.
В Книге рекордов Гиннесса есть рекорд по числу часов, проведённых человеком без сна. Зимой 1963 года он был установлен 17-летним школьником Рэнди Гарднером, который бодрствовал 264 часа (11 суток). После этого представители Книги рекордов заявили, что больше не будут регистрировать попытки побить этот рекорд, так как это может представлять угрозу здоровью человека. Тем не менее, попытки побить рекорд продолжались. Рекорд датирован 2007 годом и принадлежит британцу Тони Райту, который смог непрерывно бодрствовать в течение 274 часов.

## Физиологические эффекты
В общем случае недостаток сна может привести к следующим проявлениям:
- боль в мышцах[11]
- уменьшение секреции вазопрессина
- падение остроты зрения
- дальтонизм
- чрезмерная сонливость в течение дня
- уменьшение способности к концентрации внимания
- потеря чувства личности и / или реальности
- ослабление иммунной системы
- головокружение
- обморочное состояние
- общее замешательство
- галлюцинации (зрительные и слуховые)[12]
- тремор конечностей[13]
- головная боль
- гиперактивность
- раздражительность
- осознанные сновидения (при возобновлении сна)
- провалы в памяти[14]
- тошнота
- нистагм (быстрое непроизвольное ритмичное движение глазами)[15]
- похожие на психоз симптомы[16]
- бледность
- замедленное время реакции
- неясная или несвязанная речь
- боль в горле
- заложенный нос
- потеря или набор веса
- сильная зевота[17]
- делирий
- симптомы, похожие на:
  - синдром дефицита внимания и гиперактивности[17]
  - алкогольное опьянение
- паранойя
- расстройство кишечника, нарушения пищеварения, диарея
- повышение или понижение артериального давления[18]
- высокий риск возникновения диабета[19]
- высокий риск возникновения фибромиалгии[20]

### Диабет
Исследование, проведённое в медицинском центре Чикагского университета, показало сильное негативное влияние депривации сна на способность человеческого тела усваивать глюкозу, что может привести к сахарному диабету.

### Воздействие на мозг
Депривация сна может негативно отразиться на функционировании головного мозга. В исследовании, проведённом в 2000 году в Калифорнийском университете в Сан-Диего, использовалась магнитно-резонансная томография для мониторинга активности мозга людей, выполняющих простые устные обучающие упражнения. Активность лобных долей была выше у невыспавшихся людей — в зависимости от упражнения мозг иногда пытался возместить недостаток сна. Височная доля головного мозга, которая отвечает за обработку языка, активизировалась у отдохнувших людей, чего не наблюдалось у невыспавшихся. Активность теменной доли головного мозга, незадействованной у отдохнувших людей при выполнении устных упражнений, была выше у людей с депривацией сна.
Эксперименты на животных показывают, что депривация сна увеличивает выделение гормонов стресса, которые могут привести к снижению скорости регенерации клеток в мозге. Во время депривации сна могут возникнуть просоночные состояния, являющиеся временным психическим расстройством.

### Воздействие на процесс заживления
Исследование 2005 года показало, что способность группы крыс, которые провели 5 дней без сна, к заживлению ран существенно не изменилась в сравнении с контрольной группой.

### Ослабление способностей
В соответствии с исследованием, опубликованным в 2000 году в British Medical Journal, депривация сна в чём-то похожа на алкогольное опьянение. Люди, не спавшие в течение 17–19 часов, выполняли упражнения хуже тех, у которых уровень алкоголя в крови составлял 0,05 %, что является разрешённым пределом во многих западных странах (в США и Великобритании он составляет 0,08 %).
Недостаток сна из-за длинных смен у врачей приводит к увеличению числа медицинских ошибок.

### Воздействие на рост и ожирение
Депривация сна приводит к подавлению секреции соматотропного гормона. При его недостатке избыточные калории конвертируются не в мышечную массу, а в жировые ткани. У детей дефицит этого гормона приводит к задержке роста.